# Heinrich Rohrer
Heinrich Rohrer   (Buchs, 6 de juny de 1933 - Wollerau, 16 de maig de 2013) va ser un físic suís que va compartir la meitat del Premi Nobel de Física de 1986 amb Gerd Binnig pel disseny del Microscopi d'efecte túnel (STM). L'altra meitat del premi va ser atorgada a Ernst Ruska. La medalla Heinrich Rohrer és presentada triennalment per la Surface Science Society of Japan amb IBM Research - Zurich, l'ambaixada de Suïssa al Japó i la Sra. Rohrer en la seva memòria. La medalla no s'ha de confondre amb el premi Heinrich Rohrer presentat a la conferència Nano Seoul 2020.

## Biografia
Va néixer el 6 de juny de 1933 a la població suïssa de Sankt Gallen, situada al cantó de Sankt Gallen. El 1949 la seva família es traslladà a la ciutat de Zúric, on ingressà a l'Institut Federal de Tecnologia de Suïssa (ETH) per estudiar física i on estudià al costat de Wolfgang Pauli.
Rohrer va morir per causes naturals el 16 de maig de 2013 a la seva casa de Wollerau, Suïssa, als 79 anys.

## Recerca científica
Inicià la seva recerca científica als Estats Units, treballant a la Universitat Rutgers de Nova Jersey en superconductors i metalls. El 1963 entrà a formar part del Laboratori d'investigació de l'empresa IBM a Zuric, on conegué Gerd Binnig, i amb el qual inicià investigacions al voltant dels microscopis òptics i electrònics. Al costat de Binning desenvolupà i perfeccionà el microscopi d'exploració d'efecte túnel (SMT) que permet veure àtoms individuals, obtenint una imatge molt precisa de la superfície d'un material.
Fins al 1982 va treballar en el microscopi d'exploració de túnels. Va ser nomenat IBM Fellow el 1986 i va dirigir el departament de física del laboratori de recerca des de 1986 fins a 1988. Rohrer va ser elegit membre honorari de la Swiss Physical Society el 1990 i acadèmic honorari de l'Acadèmia Sinica el 2008.
El 1986 fou guardonat, juntament amb Gerd Binnig, amb el Premi Nobel de Física pel disseny del primer microscopi d'exploració d'efecte túnel, premi que compartí amb Ernst Ruska, inventor del microscopi electrònic.